# Psychotria morley-smithiae
Psychotria morley-smithiae är en måreväxtart som beskrevs av Aaron Paul Davis och Rafaël Herman Anna Govaerts. Psychotria morley-smithiae ingår i släktet Psychotria och familjen måreväxter. Inga underarter finns listade i Catalogue of Life.